# وای‌تریسیتی
وای‌تریسیتی (انگلیسی: WiTricity) شرکت فن‌آوری است که در ماساچوست سال ۲۰۰۷ تآسیس شد و در زمینه شارژ بی‌سیم وسایل برقی و ابزارآلات الکتریکی فعال است.